# Burgmühle (Reichshof)
Burgmühle ist ein Ort von 106 Ortschaften der Gemeinde Reichshof im Oberbergischen Kreis im nordrhein-westfälischen Regierungsbezirk Köln in Deutschland.

## Lage und Beschreibung
Burgmühle liegt nordöstlich von Wiehl, die nächstgelegenen Zentren sind Gummersbach (25 km nordwestlich), Köln (62 km westlich) und Siegen (37 km südöstlich).

## Geschichte

### Erstnennung
1577 wurde der Ort das erste Mal urkundlich erwähnt und zwar „Die Müll ist gegenüber von Müllenschlade in der Karte von Arnold Mercator eingezeichnet.“
Schreibweise der Erstnennung: Müll
| Bevölkerungsentwicklung | Bevölkerungsentwicklung |
| Jahr                    | Einwohner               |
| ----------------------- | ----------------------- |
| 1946                    | 14                      |
| 1991                    | 6                       |
| 2005                    | 5                       |
| 2008                    | 4                       |
| 2017                    | 4                       |
| 2018                    | 5                       |
| 2019                    | 5                       |